# کرشنزو آلاتری
کرشنزو آلاتری (به انگلیسی: Crescenzo Alatri) (۱۸۲۵ – ۱۲ فوریه ۱۸۹۷) نویسنده‌ای ایتالیایی-یهودی بود که بیشتر به خاطر انتشار کتاب «تاریخ یهودیان در رم» شناخته می‌شود.

## زندگی‌نامه
کرشنزو در رم متولد شد و در تلمود تورات شهر زادگاهش تحصیل کرد و به عنوان خاخام فارغ التحصیل شد، بعدها پس از فارغ‌التحصیلی، به عنوان منشی مشاور منصوب شد و به همراه یکی از بستگانش، ساموئل، به عنوان مربی فعالیت داشت. آلاتری نویسنده «تاریخ یهودیان در روم» بود که قسمت‌‌های از این اثر هنوز در نسخه خطی موجود است. از او اغلب به عنوان مترجم ایتالیایی و فرانسوی اشعار عبری موسی هازان و یکی از بنیانگذاران جامعه فراتلانزا یاد می‌شود که هدف آن آموزش کودکان فقیر یهودی و ترویج هنر و صنایع دستی در میان جمعیت یهودی بود.
آلاتری در جامعه یهودیان ایتالیایی فعال بود و از آموزش سنتی یهودی، مشابه آنچه در دوران کودکی‌اش داشت، حمایت می‌کرد. در آگهی ترحیم او به عنوان «فعال‌ترین و معتبرترین همکار مرحوم ساموئل آلاتری در مبارزه‌ای که تا سال ۱۸۷۰ برای بهبود سرنوشت یهودیان ایالات پاپی ادامه داشت...» توصیف شده است.
او در ۱۲ فوریه ۱۸۹۷ پس از یک دوره طولانی بیماری درگذشت.